# خطوط جوية افتراضية
الخطوط الجوية الافتراضية هي منظمة تقوم بعمل محاكاة للرحلات الجوية للخروج بنماذج افتراضية للمهمات التي تقوم بها أي شركة طيران. تتواجد الخطوط الجوية الافتراضية بشكل عام على شبكة الانترنت، على غرار الخطوط الجوية الواقعية. تتواجد حاليًا المئات من الخطوط الجوية الافتراضية النشطة، والتي يستخدمها عشرات الآلاف من الأشخاص في أي وقت يريدونه.

## الهدف
بدأ تحقيق الهدف من وراء الأنشطة التي تطبقها الخطوط الجوية الافتراضية في إطار برنامج محاكاة الطيران مع طرح أول نموذج باسم «مهمة الطيران: كابتن النقل الجوي» الذي صدر عام 1990. مع مرور الوقت، أصبح برنامج محاكاة الطيران الذي قدمته شركة مايكروسوفت هو الأشهر حاليًا.
تطور الشكل الأساسي للخطوط الجوية الافتراضية مع مرور الوقت وجنبًا إلى جنب مع التقدم التكنولوجي لتقديم تجربة أكثر واقعية ولكن بنفس الهدف التي قامت لأجله. عند اجتماعها مع التطور المتزايد للحواسيب الشخصية مع برنامج محاكاة طيران وشبكات اتصالات متقدمة، أضحت الخطوط الجوية الافتراضية ذات قدرة على تقديم تجارب شديدة الواقعية شبيهة بتلك التي تقوم بها شركات الطيران في الحقيقة. تفرض الخطوط الجوية الافتراضية أيضًا وسيلة تتيح وصول الأعضاء إلى محتوى إضافي مثل المناطيد وأماكن الطيران لاستخدامها مع المحاكي الخاص بهم. تتنوع الميزات التي يمكن أن تقدمها شركة الطيران الافتراضية، إذ أنها توفر للأعضاء المشتركين بيئة اختبارات حاسوبية واقعية تتيح لهم تجربة الأنشطة التجارية التي تقوم بها شركات الطيران التقليدية دون المخاطرة بخسائر مالية. توفر تلك الشركات أيضًا متنفسًا للمهتمين بالملاحة ولكنهم غير قادرين على الطيران في الواقع لأسباب مالية أو صحية أو تحت ضغط عوامل أخرى. إذ أنه وبحسب إحصائية عام 2014، فإن ما يقرب 80% من الطيارين الافتراضيين لا يملكون شهادة طيران حقيقية في الواقع.
يصرح القائمون على البرامج أن أعضاء المجموعات المشاركين في الملاحة الافتراضية يُبدون انغماسًا وارتباطًا وثيقًا مع الأشخاص الآخرين الذين يشاركونهم هذه المساحة الافتراضية. يمكن لبعض المشاركين أن يكرسوا أنفسهم ويلتزموا بمجموعاتهم عبر صياغة روابط قوية تشعرهم بالإنتماء وتعطيهم الإحساس بالهوية على الرغم من كونه عالم افتراضي بالكامل.
تعمل بعض مجموعات الملاحة الجوية بشكل شبيه لتلك الموجودة في العالم الواقع، إذ إنها تتيح للأعضاء تجربة إحساس كونهم طيارين احترافين بعد انضمامهم إليها. يصف بعض المعلقين على موضوع الخطوط الجورية الافتراضية بأن برامج محاكاة الطيران تمنح مشتركيها اهتمامًا وتعمقًا لم يكونوا ليحصلوا عليه تحت أي ظرف آخر.

### الدراسة العلمية والأكاديمية
استخدمت الخطوط الجوية الافتراضية بشكل مباشر وغير مباشر على حد سواء، عبر كونها جزءًا من المشاريع الجامعية التي تخص الملاحة والتصميم وتطوير النظرية الإحصائية. أظهرت التقارير زيادة الاهتمام في هذا المجال عام 2011 يعود بشكل رئيسي إلى التقدم التقني وتطور برامج محاكاة الطيران. يرحب المتحمسون لبرنامج الملاحة الافتراضية ذوي الخلفية التقنية بفرصة مشاركة عملهم مع الباحثين، مما يعزز من ملاءمة البرنامج لدعم مبادرات البحث فيه.

## خلفية تاريخية
تمثل الخطوط الجوية الافتراضية مثالًا مبكرًا عن تجمعات اللاعبين عبر شبكة الإنترنت، يعود تاريخ بداية الملاحة الافتراضية إلى عام 1990 ضمن الخدمات التي تدمتها منتديات الطيران الافتراضي مثل بروديجي وكومبيوسيرف أو أمريكا أونلاين.
بينما كان التاريخ المبكر للخطوط الجوية الافتراضية يطغى على الأجهزة العاملة بنظام ويندوز أو دوز، كان للأجهزة العاملة بنظام ماكنتوش نصيب أيضًا بمشاركتهم في منتصف تسعينيات القرن الماضي مع استمرار بعضهم بالعمل حتى اليوم. منذ بدء ظهورها، تميزت هذه الشركات الافتراضية بطبيعتها المنظمة والدقيقة للغاية مقارنة مع باقي المجموعات الإفتراضية في مجتمع الألعاب، ويمثل بعضها الأشكال الأولى لمجتمع الألعاب المنظم الشبيه بالعشائر والقبائل التي نراها في ألعاب الفيديو الحديثة. تقترح التقديرات وجود خطوط الطيران الافتراضية منذي بدء أول جهاز محاكاة للطيران قبل اختراع الإنترنت.
ظهر النمو المتسارع لشعبية حطوط الطيران الافتراضية فترة الألفية الجديدة وخلالها مباشرة. خلال ذلك الوقت، كانت تعتبر هواية ذات شعبية هائلة، إضافةً إلى الجدية الشديدة التي كان يأخذها المشاركون بها.
منذ بدء التطور المتزايد لصنف الألعاب كثيفة اللاعبين على الإنترنت، شهدت الخطوط الجوية الافتراضية وبرامج محاكاة الطيران عبر الإنترنت بشكل عام منافسة أكبر بكثير على المشاركة والعضوية.
نظرًا لعودة أصول برامج محاكاة الطيران الإفتراضية إلى بداية عصر الإنترنت، غالبًا ما تبنت هذه الشركات التكنولوجيا الحديثة لتحسين تجربتها على الإنترنت. تتضمن تلك التقنيات استخدام قواعد البيانات عن بعد والشبكات متعددة اللاعبين مثل شبكة محاكاة الحركة الجوية الافتراضية والمنظمة الدولية للطيران الافتراضي وسكاي سيم فلايت وأف إس لايف.
تميل عمليات تطوير الملاحة الافتراضية إلى المزيد من التكامل بين مواقع الإنترنت وبرامج المحاكاة (مثل السلسلة التي تقدمها شركة مايكروسوفت) والشبكات متعددة اللاعبين، وأنظمة تسجيل الرحلات الجوية. إن الدمج بين كل تلك الوسائط يزيد من مدى الواقعية التي تتمتع بها تلك البرامج، كونها السبب الرئيسي لانضمام الناس إلى المجموعات الافتراضية. يصف بعض المعلقين على موضوع الخطوط الجورية الافتراضية بأن برامج محاكاة الطيران تمنح مشتركيها اهتمامًا وتعمقًا لم يكونوا ليحصلوا عليه تحت أي ظرف آخر. على الرغم من كون الخطوط الجوية الافتراضية تجربة غير واقعية نظرًا لحدوث كل رحلات الطيران ضمن الحاسوب، إلا أنها تعتبر هواية غاية في الجدية استقطبت شريحة واسعة من المشاركين الذين يزداد متوسط أعمارهم مع الوقت.

## المنصات
تحتاج العمليات الحاسوبية المتعلقة بالملاحة الافتراضية (التي غالبًا ما تعمل على أجهزة الحواسيب الشخصية) إلى منصة لمحاكاة الطيران. توجد العديد من المنصات التي تُستخدم عادة لإجراء عمليات الطيران الافتراضية، ومنها:
- إكس بلين
- فلايت جير
- فلايت سيميوليتر 2004: قرن من الطيران
- فلايت سيميوليتر إكس
- فلاست سيميوليتر إكس – نسخة ستيم
- بريبار ثري دي الجزء الثالث
- بريبار ثري دي الجزء الرابع
- الطيران على ارتفاع عالٍ (قيد التطوير)
- طيران بلا نهاية (تعمل على الهاتف)
- واي إس فلايت
- جييو إف إس
- موقع فات ستار

## الأنواع

### ذات أساس افتراضي
يتم تصميم هذا النوع من الخطوط الجوية الافتراضية مع عدم وجود أي صلة بينه وبين الكيان الموجود في العالم الحقيقي. يعد هذا النوع من الخطوط الجوية الافتراضية الأكثر رواجًا.

### الواقعية
تبنى بعض الخطوط الجوية الافتراضية على أساس شرطات طيران حقيقية، بدءًا من عمليات النقل الكبرى للمشغلين الصغار. يميل هذا النوع من الخطوط الجوية الافتراضية إلى الالتزام بالنهج الذي تسير عليها نظيرتها في الواقع. على الرغم من وجود قضايا تخص حقوق النشر، غالبًا ما تسمح شركات الطيران الواقعية للخطوط الجوية الافتراضية بالمشاركة فيما يخص مجتمع اللاعبين.

### أغراض عسكرية
غالبًا ما تعمل المنظمات العسكرية وشبه العسكرية الافتراضية بطريقة مماثلة لشركات الطيران الافتراضية، ولكن باستخدام طائرات عسكرية ونظام الرتب. تمتلك منظمات مثل شبكة محاكاة الحركة الجوية الافتراضية والمنظمة الدولية للطيران الافتراضي قوانين صارمة فيما يخص العمليات المحاكية للمنظمات العسكرية. غالبًا ما يختص الجيش الافتراضي بحقل واحد، مثل الطيران البحري، إضافة إلى ذلك، توجد العديد من المنظمات التي تختص بأكثر من مجال يخص الملاحة العسكرية وفي بعض الأحيان ضمن مجالات أخرى مثل العمليات البحرية والبرية.